# Il Viaggio a Reims
Il Viaggio a Reims é uma ópera-bufa em um ato de Gioacchino Rossini, com um libretto italiano de Luigi Balocchi, baseada em uma parte de Corinne ou L'Italie de Mme Staël. A última ópera em italiano de Rossini foi estreada com o título de Le Voyage à Reims ou l'Hôtel du Lys-d'Or foi muito aclamada. A obra requer de quatorze solistas (três sopranos, uma contralto, dois tenores, quatro barítonos e quatro baixos).

## Performance Histórica
Il Viaggio a Reims foi estreada no Théâtre Italien em Paris, no dia 19 de junho de 1825 com Giuditta Pasta. Esta foi uma das quatro performances originais. A primeira performance após a reconstrução foi no Festival de Ópera Rossini em 18 de agosto de 1984, sendo conduzida por Claudio Abbado. Esta produção incluía Francisco Araiza, Lella Cuberli, Enzo Dara, Cecilia Gasdia, Eduardo Gimenez, William Matteuzzi, Leo Nucci, Ruggero Raimondi, Samuel Ramey, Katia Ricciarelli, Lucia Valentini Terrani.
A estreia da ópera nos Estados Unidos aconteceu em 14 de junho de 1986 no Teatro da Ópera de Saint Louis, com direção de Richard Buckley. Em novembro de 2005 aconteceu outra produção em Monte Carlo, incluindo June Anderson, Raùl Gimenez, Rockwell Blake e Ruggero Raimondi. A Ópera Estatal de Viena produziu a ópera no Festival Rossini conduzida por Claudio Abbado com Montserrat Caballé e Ruggero Raimondi.

## Papéis
| Papel                               | Tipo de Voz   | Estréia (19 - 06 - 1825) (Maestro: Gioacchino Rossini) |
| ----------------------------------- | ------------- | ------------------------------------------------------ |
| Madame Cortese                      | soprano       | Ester Mombelli                                         |
| Contessa di Folleville              | soprano       | Laure Cinti-Damoreau                                   |
| Corinna                             | soprano       | Giuditta Pasta                                         |
| Marchesa Melibea                    | contralto     | Adelaide Schiassetti                                   |
| Conte di Libenskof                  | tenor         | Marco Bordogni                                         |
| Belfiore                            | tenor         | Domenico Donzelli                                      |
| Lord Sidney                         | baixo         | Carlo Zucchelli                                        |
| Don Alvaro                          | baixo         | Nicolas Levasseur                                      |
| Barone di Trombonok                 | baixo         | Vincenzo Graziani                                      |
| Don Profondo                        | baixo         | Felice Pellegrini                                      |
| Don Prudenzio                       | baixo         | Luigi Profeti                                          |
| Modestina                           | mezzo-soprano | Marietta Dotti                                         |
| Don Luigino                         | barítono      | Piero Scudo                                            |
| Maddalena                           | mezzo-soprano | Caterina Rossi                                         |
| Antonio                             | barítono      | Auletta                                                |
| Zefirino                            | tenor         | Giovanola                                              |
| Gelsomino                           | tenor         | Trévaux                                                |
| Delia                               | soprano       | Maria Amigo                                            |
| Dançarinos, Serventes, Jardineiros" |               |                                                        |